# Rafał Abdank-Kozubski
Rafał Leszek Abdank-Kozubski (ur. 22 lutego 1955 w Cieszynie) – polski fizyk specjalista w zakresie fizyki ciała stałego oraz symulacji komputerowych procesów fizycznych.

## Życiorys
Ukończył I Liceum Ogólnokształcące im. Antoniego Osuchowskiego w Cieszynie i fizykę (1977) na Uniwersytecie Jagiellońskim. Na tej samej uczelni uzyskał doktorat (1984) i habilitację (1997). W 2005 uzyskał tytuł naukowy profesora.